# Mozóndiga
Mozóndiga es una localidad del municipio de Chozas de Abajo, en la provincia de León, Comunidad Autónoma de Castilla y León (España), presidida por Tinín (ayudante: Tensina). Actualmente se le considera como la capital de la comarca del Páramo Leonés.

## Situación
Se encuentra entre las localidades de Villar de Mazarife y Méizara.

## Evolución demográfica
| 2000 | 2001 | 2002 | 2003 | 2004 | 2005 | 2006 | 2007 | 2008 | 2009 | 2010 | 2011 |
| 277  | 271  | 267  | 258  | 257  | 254  | 252  | 268  | 262  | 262  | 250  | 247  |

- Datos: Q6025520